# Šahnáz Pahlaví
Princezna Šahnáz Pahlaví (* 27. října 1940) je prvním dítětem íránského šáha Muhammada Rézy Pahlavího a jeho ženy, princezny Fawzie Egyptské.

## Mládí a výchova
Šahnáz se narodila v Teheránu v říjnu roku 1940. Je jediným společným dítětem šáha Muhammada a princezny Fawzie. Je nevlastní sestrou korunního prince Rezá Pahlavího, princezny Farahnaz Pahlaví, prince Alího Rezá Pahlavího II. a princezny Leily Pahlaví. Jejími prarodiči byli egyptský král Fuad I. a královna Nazli Sabri. Je také neteří krále Farúka I. a sestřenicí Fuada II. 
Šahnáz byla vychována ve Švýcarsku. 

## Osobní život
V říjnu 1957, když jí bylo pouhých 16 let, byla provdána za Ardeshira Zahediho v Teheránu. Byl to jeden z nejvyšších ministrů a také byl velvyslancem Spojených států. Poprvé se setkali v Německu v roce 1955. Společně měli jednu dceru, Zahru Mahnaz Zahedi (* 2. prosince 1958, Teherán). Rozvedli se v roce 1964. 
V únoru roku 1971 se provdala za Khosrowa Jahanbaniho v Paříži. Jejich manželství trvalo až do jeho smrti v roce 2014. Měli spolu syna Keykhosrowa (* 20. listopadu 1971) a dceru Fawzii (* 1973). 
Během vlády svého otce investovala do zemědělských strojů a nových rostlin, aby se zemědělství v Íránu lépe rozvíjelo. 
Od íránské islámské revoluce roku 1979 žije princezna Šahnáz ve Švýcarsku. 